# نادي أردو كابل
نادي أردو كابل، هي نادي رياضي لكرة القدم في العاصمة الأفغانية كابل، حقق الدوري الممتاز للمرة الأولى سنة 2007م وحقق الوصافة سنة 2008م.